# Caspar Melliger
Caspar Melliger (auch Kaspar Melliger; * 27. Dezember 1868 in Buttwil, Kanton Aargau; † 31. März 1924 in Zürich) war ein Schweizer Rechtsanwalt und Gründungspräsident der Katholischen Volkspartei der Stadt Zürich.

## Leben
Caspar Melliger studierte nach Schulbesuch der Stiftsschule Kloster Einsiedeln, wo er Paul Chastonay kennenlernte, und Matura von 1889 bis 1891 Katholische Theologie an der Universität Fribourg, anschliessend Rechtswissenschaften an den Universitäten Zürich, Strassburg und Leipzig. 1896 wurde er in Zürich zum Dr. iur. promoviert. 1897 eröffnete er eine eigene Kanzlei in Zürich.
Melliger war Katholik. Er war 1895 Mitgründer der katholischen Tageszeitung Neue Zürcher Nachrichten. 1896 war er Initiator, Gründer und Gründungspräsident der «Katholischen Volkspartei der Stadt Zürich»; 1907 war er Mitbegründer der «Christlich-Sozialen Partei der Stadt Zürich».
Caspar Melliger war von 1913 bis 1917 Mitglied des Grossen Stadtrates von Zürich und von 1917 bis 1924 Mitglied des Zürcher Kantonsrates.
Er war Mitglied der katholischen Studentenverbindung AV Turicia Zürich im Schweizerischen Studentenverein.

## Schriften
- Culpa in Contrahendo oder Schadenersatz bei nichtigen Verträgen nach dem gemeinen und schweizerischen Obligationenrecht. Zürcher und Furrer, Zürich 1896 (Dissertation).[1]
- Zur Frage des Schutzes der bei den Deutschen Lebensversicherungs-Gesellschaften Versicherten der Schweiz. Concordia, Winterthur 1922, 7 Seiten.